# Women's Equality Day

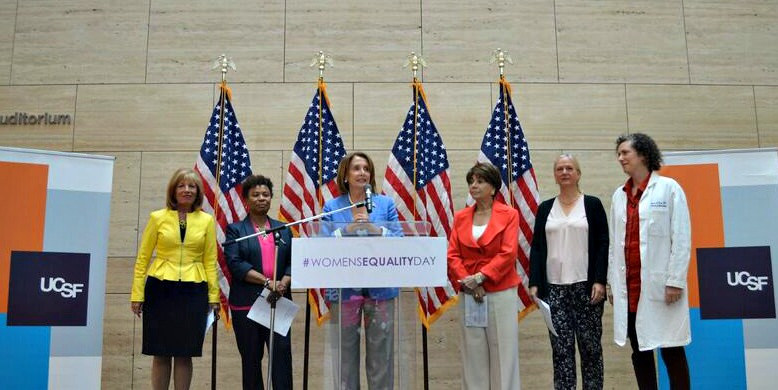
Nancy Pelosi, Anna Eshoo, Barbara Lee i Jackie Speier en el 96è aniversari de la 19a Esmena a la Constitució, quan les dones van guanyar el dret de votar.

El Women's Equality Day o el Dia de la Igualtat de les Dones se celebra als Estats Units el 26 d'agost commemorant l'adopció el 1920 de la Dinovena Esmena (Amendment XIX) a la Constitució dels Estats Units, la qual prohibeix els estats i el govern federal de negar el dret de sufragi a ciutadans dels Estats Units basant-se en la seva identitat sexual. Es va celebrar per primera vegada el 1973 i és proclamat cada any pel President dels Estats Units.

## Història
La data va ser escollida per commemorar el dia de 1920 quan el Secretari d'Estat Bainbridge Colby va signar la proclamació concedint a les dones americanes el dret constitucional de votar. El 1971, seguint les multitudinàries i transnacionals vagues del 1970 de dones reclamant igualtat que van ser conegudes amb el nom de Women's Strike for Equality, i un altre cop el 1973, al mateix temps que les batalles sobre la Equal Rights Amendment, la congressista Bella Abzug de Nova York va introduir una resolució per designar el 26 d'agost com el Dia de la Igualtat de les Dones.
El 16 d'agost de 1973, el congrés va aprovar la resolució H.J. Res. 52, que va declarar el 26 d'agost mateix com el Dia De la Igualtat de les Dones i que "el President és qui autoritza i demana la proclamació dins de la commemoració d'aquell dia de 1920 que les dones americanes van veure garantit el seu dret de votar". El mateix dia, el President Richard Nixon va emetre la Proclamation 4236 for Women's Equality Day, que començava dient: "La lluita pel sufragi de les dones, tanmateix, era només el primer pas cap a la participació plena i igualitària de les dones en la vida de la nostra Nació. En aquests darrers anys, hem aconseguit altres fites per atacar la discriminació de sexe a través de les nostres lleis i per pavimentar avingudes noves a l'oportunitat econòmica en igualtat per les dones. Avui, dins virtualment cada sector de la nostra societat, les dones estan fent contribucions importants a la qualitat de vida americana. I no obstant això, encara resta molt per fer".
Fins al 2018, cada president de llavors ençà de Richard Nixon ha emès una designant el 26 d'agost com a Dia de la Igualtat de les Dones. Així per exemple el 25 d'agost de 2016, el President Obama va llegir la següent proclamació: "Avui, mentre celebrem l'aniversari d'aquesta consecució i retem homenatge a les pioneres i sufragistes que es van moure tant per un futur més just i pròsper, resolem protegir aquest dret constitucional i prometem continuar la lluita per la igualtat de les dones i noies".